# Шахта имени 50-летия СССР (Молодогвардейск)
Ша́хта имени 50-летия СССР — угледобывающее предприятие в городе Молодогвардейск, Краснодонского городского совета Луганской области, (Украина), входит в ГХК «Краснодонуголь». Официальное название ГОАО «Шахта имени 50-летия СССР». Была открыта в 1970 году с проектной мощностью 600 тысяч тонн угля в год.

## Характеристики
Фактическая добыча — 2962/1761 тонн за сутки (1990/1999). В 2003 году добыто 725 тысяч тонн угля.
Максимальная глубина — 725/680/717 м (1990—1999).
Протяжённость подземных выработок — 106/32,5 км (1990/1999).
Шахтное поле разделено на 5 вертикальных стволов.
В 1990—1999 разрабатывала пласты мощностью 1,78—1,80 м, угол падения — 1о. Пласты опасны из-за возможности внезапных выбросов угля и газа, пласт і3' склонен к самовозгоранию. В 2003 году разрабатывались пласты k2в, і3' мощностью 0,75—2,15 м, углы падения соответственно 0—60о и 0—46о.
Количество работающих: 1412/1297 чел.

## Адрес
94415, г. Молодогвардейск, Луганская область, Украина.